# 乌达耶尔帕拉耶姆
乌达耶尔帕拉耶姆（Udayarpalayam），是印度泰米尔纳德邦Ariyalur县的一个城镇。总人口11325（2001年）。

## 人口
该地2001年总人口11325人，其中男性5730人，女性5595人；0—6岁人口1510人，其中男777人，女733人；识字率62.48%，其中男性为72.51%，女性为52.21%。